# Албрехт IV (Бавария)
Вижте пояснителната страница за други личности с името Албрехт IV.
Албрехт IV (на немски: Albrecht IV. der Weise; * 15 декември 1447, Мюнхен; † 18 март 1508, Мюнхен) от фамилията Вителсбахи е от 1465 г. херцог на Бавария-Мюнхен и след края на Ландхутската наследствена война от 1505 г. херцог на цяла Бавария. Чрез Primogenitur – закон от 8 юли 1506 г. от Албрехт IV всички баварски линии се събират.

## Биография
Албрехт IV е син на херцог Албрехт III и херцогиня Анна фон Брауншвайг-Грубенхаген (1420 – 1474), дъщеря на херцог Ерих I (Брауншвайг-Грубенхаген) и съпругата му Елизабет фон Брауншвайг-Гьотинген.
По-големият му брат Зигмунд поема според завещанието на баща му през 1460 г. заедно с брат си Йохан IV управлението на Херцогство Бавария-Мюнхен. Малко след това през 1463 г. Йохан умира от чума. Тогава Албрехт IV се връща от Павия, където трябвало да стане духовник, и поема съуправлението. През септември 1467 г. Зигмунд се оттегля от управлението за сметка на по-малкия си брат Албрехт IV и си запазва само Бавария-Дахау като домен, който след смъртта му е присъединен към Бавария-Мюнхен.
През 1485 г. в Инсбрук, в двора на херцог Сигизмунд, Албрехт IV се запознава Кунигунда, която е 18 години по-малка от него. Иска да се ожени за нея. Ерцхерцогиня Кунигунда Австрийска (1465 – 1520) е дъщеря на император Фридрих III и неговата съпруга Елеонора-Елена Португалска. Нейният баща първо е съгласен, но после променя мнението си. След като Албрехт и Сигизмунд представят фалшиво съгласие от Фридрих III, на 2 януари 1487 г. Кунигунда се омъжва за Албрехт IV Вителсбах в дворцовата капела на Инсбрук. Те се сдобряват с Фридрих III през 1492 г. с помощта на брата на Кунигунда – Максимилиан.
Албрехт IV умира през 1508 г. в Мюнхен на 60-годишна възраст.

## Деца
Албрехт IV и Кунигунда имат осем деца:
- Сидония (1488 – 1505), умира като годеница на по-късния курфюрст Лудвиг V от Пфалц
- Сибила (1489 – 1519), ∞ 1511 курфюрст Лудвиг V от Пфалц (1478 – 1544)
- Сабина (1492 – 1564), ∞ 1511 херцог Улрих I от Вюртемберг (1487 – 1550)
- Вилхелм IV (1493 – 1550), херцог на Бавария (1508 – 1550), ∞ 1522 маркграфиня Мария Якобея фон Баден (1507 – 1580)
- Лудвиг X (1495 – 1545), херцог на Бавария-Ландсхут
- Сузана (1499 – 1500)
- Ернст (1500 – 1560), администратор в епископия Пасау и архиепископство Залцбург
- Сузана (1502 – 1543), ∞ 1. 1518 маркграф Казимир от Бранденбург-Кулмбах († 1527), ∞ 2. 1529 пфалцграф Отхайнрих от Пфалц-Нойбург († 1559)

- Портрети на децата
- Сабина Баварска
- Вилхелм IV,
херцог на Бавария
- Лудвиг X,
херцог на Бавария-Ландсхут
- Ернст
- Сузана Баварска